# شهرستان پلیموث (ماساچوست)
شهرستان پلیموث، ماساچوست (به انگلیسی: Plymouth County, Massachusetts) یک شهرستان در ایالات متحده آمریکا است که در ماساچوست واقع شده‌است.